# Luis Cordero Vega
Luis Alberto Cordero Vega (Santiago, 12 de agosto de 1972) es un abogado, académico y político chileno. Desde el 1 de abril de 2025 se desempeña como ministro de Seguridad Pública en el gobierno del presidente Gabriel Boric. 
Anteriormente entre octubre de 2024 y abril de 2025, se desempeñó como Subsecretario del Interior, además entre enero de 2023 y octubre de 2024, se desempeñó como ministro de Justicia y Derechos Humanos.

## Biografía

### Familia y estudios
Nació el 12 de agosto de 1972, en Santiago. Está casado con Magdalena Atria Barros, quien se desempeña como embajadora de Chile en Alemania desde 2022.

Egresado de la enseñanza media en Liceo Cervantes de Santiago.
Realizó sus estudios superiores en la carrera de derecho en la Universidad La República, licenciándose en Ciencias Jurídicas en 1996, y luego cursó un magíster en Derecho Público en la Universidad de Chile en 2002, y un doctorado en Derecho en la Universidad de Lérida, España, en 2005.

### Trayectoria profesional
Ha ejercido su profesión en el sector público y privado. En donde participó en la Reforma a la Institucionalidad Ambiental como coordinador, y asesoró al Congreso en el proyecto de Tribunales Ambientales. También, estuvo en la Comisión de Reforma a la Supervisión Financiera del Ministerio de Hacienda.
Al momento de ser nombrado ministro, Cordero era parte de la oficina de abogados FerradaNehme, en donde se desempeñaba como socio dirigiendo el área de Derecho Público y Gobierno. Paralelamente, sigue siendo profesor de Derecho Administrativo en la Facultad de Derecho de la Universidad de Chile.
Fue columnista del diario La Segunda hasta 2022, ya que después de ese año asumió como Ministro de Justicia bajo el gobierno del presidente Boric.

### Ministro de Estado
El 7 de enero de 2023 el presidente Gabriel Boric anunció su nombramiento como ministro de Justicia y Derechos Humanos, luego de la renuncia de la ministra Marcela Ríos tras polémicas por los indultos ligados al estallido social.
El 27 de marzo de 2025, durante una cadena nacional del presidente Gabriel Boric, se anunció su nombramiento como ministro de Seguridad Pública, quien se convertirá en el primer ministro al frente de esta recién creada cartera. Su toma de posesión y comienzo oficial de funciones ocurrió el 1 de abril de 2025.

## Controversias
En el año 2015 fue denunciado por plagio por profesores del Departamento de Derecho Público de la Universidad de Chile, acusándolo de «diez situaciones relacionadas con la transcripción de forma literal de párrafos, pasajes, páginas y trabajos de otros autores y profesores, a los que no le dio el crédito». Estas infracciones se generaron en sus libros La responsabilidad de la Administración del Estado (2011) y Lecciones de Derecho Administrativo (2015).
El procedimiento sumarial fue tramitado por el profesor Arturo Prado, concluyendo que se habían cometido infracciones al deber de probidad administrativa. Como consecuencia, fue sancionado por el entonces Decano Davor Harasic con la medida de suspensión del empleo por dos meses con goce del cincuenta por ciento de sus remuneraciones, señalando que los hechos atribuidos al inculpado «son uno de los más graves (que puedan darse) en una comunidad académica, pues atenta contra las bases del quehacer académico consagrados en el artículo 4 del Estatuto Universitario».